# Cariniana legalis
Espèce
Classification phylogénétique
Statut de conservation UICN

 VU A1ac : Vulnérable
Cariniana legalis est une espèce de plantes à fleurs de la famille des Lecythidaceae. C'est un grand arbre originaire du Brésil.

## Synonymes
- Cariniana brasiliensis Casar.
- Couratari legalis Mart. 1837

## Description
C'est un grand arbre pouvant atteindre 50 m de haut et 6 m de diamètre. Il est considéré comme le plus grand arbre du Brésil. Ses feuilles simples, pétiolées, ovales, membraneuses, mesurent 7 cm sur 4. Ses fleurs qui apparaissent de décembre à février, sont de couleur crème.

## Répartition
Disséminé dans les forêts de plaine non-inondée du Brésil (Alagoas, Bahia, Espírito Santo, Minas Gerais, Paraíba, Pernambuco, Rio de Janeiro, São Paulo).

## Conservation
Cet arbre est menacé par la perte de son habitat. Les grands arbres sont maintenus en couverture dans les plantations de café.